# باهونداندا
باهونداندا (بالإنجليزية: Bahundanda)‏ هي مدينة من مدن نيبال. يبلغ عدد سكانها 2114 نسمة وذلك حسب إحصائيات سنة 1991.